# Villa di Fontana
Villa di Fontana è un'antica dimora nobiliare dei dintorni di Pistoia.

## Storia
Fu di proprietà nel XVI secolo del nobile reverendo presbitero Federigo Scarfantoni di Pistoia che con suo testamento del 1608 la lasciò, assieme a tutto il suo cospicuo patrimonio, ai nobili Giovanni Battista Manni e Michele Manni, nipoti ex sorore Marietta Scarfantoni maritata Manni, istituendo un fedecommesso e maiorasco.
Da un inventario del 1787, alla morte del conte Jacopo Manni di Niccolò, risulta arredata con numerosi mobili, quadri, statue, ecc. presumibilmente poi dispersi nei secoli.

## Descrizione
La villa si presenta con un corpo centrale a tre piani e due corpi laterali perfettamente simmetrici a due piani; sul davanti un piacevole giardino.
È posta nel territorio di Collina, frazione di Pistoia e comprende numerosi poderi e case da lavoratore, nonché una Cappella Gentilizia, posta più in basso rispetto alla casa padronale.
Come abbiamo visto dagli Scarfantoni è passata ai Manni che l'hanno tenuta per oltre trecento anni e poi nel corso dello scorso secolo è stata delle famiglie Tognini, Bracciolini e Conversini.